# Сънрайз (група)
Вижте пояснителната страница за други значения на Сънрайз.
„Сънрайз“ (Sunrize) е българска рок група от Бургас, създадена през 1992 година.
Групата концертира в България и в чужбина. Участва в множество фестивали, сред които „Аполония“ в Созопол, „Bourgas Blues“ в Бургас и др.
Сред популярните ѝ песни са „Цялата любов“ (All the love), „Lonely“, „I Love You, Woman“ и „Продължавай напред“ (Carry on). През май 2006 г. издава дебютния си албум „Цялата любов“.

## История
Група „Сънрайз“ е създадена през 1992 г. Тогава в групата са Георги Мархолев, Христо Стефанов, Ясен Димитров и Димитър Семов.
Това е новото име на рок-група „Дъга“ (където свирят Георги, Христо и Ясен), на която принадлежи първият официален афиш на хардрок и хевиметъл концерт, излъчен по Канал 1 на БНТ (тогава БТ) на 2 май 1987 г.
„Сънрайз“ започва продължителни турнета в чужбина, където наред с многобройните си концерти в клубове членовете ѝ написват голяма част от песните си.
В края на 1990-те години групата се завръща в България, за да реализира авторските си продукти. Прави концерти и участва в редица фестивали – „Аполония“, „Бургас Блус Фест“ и мн. др. Групата развива активна клубна и концертна дейност и става емблематична за рок и блус звученето в страната. Записва по-голямата част от песните си: нейната песен „Керванът“ 4 поредни седмици е на 1-во място в рок класацията на БНР, а с култовата си балада „Carry on“ „Сънрайз“ взривява публиката в зала №1 на НДК и печели конкурса на Passport Scotch.
След участието си в сборен диск, озаглавен „Големите китари на България“, Георги Мархолев събира записаните от „Сънрайз“ песни и продуцира албумът на групата „Цялата Любов“. Албумът излиза през 2006 г. и тиражът му се изчерпва бързо.
През 2007 г. „Сънрайз“ се разширява – създава се „Сънрайз и All Access Project“. Музикантите започват работа по новия си двоен албум „S.O.S.“ През 2009 г. издава макси-сингъл, включващ култовата балада „July Morning“, записана с авотра ѝ Кен Хенсли и певеца Джон Лоутън от Uriah Heep, пилотната ѝ авторска Bang, Bang – No More Tears (част от рок–операта The Fall Of The Rain на Георги Мархолев и „Сънрайз“), 3 концертни изпълнения на песни от S.O.S., както и видеоклипа на пилотната ѝ песен от албума „Цялата любов“.
С музиката си „Сънрайз“ отправя послание за обич и светлина, призовавайки хората към духовност, пренася обаянието си и въздейства силно емоционално с дълбочина, мисъл и чувство за хумор. Групата залага изключително на изпълненията си на живо, където публиката може истински да усети и се наслади на чистотата и автентичността на шоуто.

## Състав
- Георги Мархолев – китара, вокал (1992 – )
- Ясен Димитров – клавишни, вокали (1992 – )
- Христо Стефанов – бас китара, вокали (1992 – 1999; 2010 – )
- Димитър Семов – барабани (1992 – 1999; 2009 – )
- Калоян Славов – бас китара (2001 – 2004)
- Атанас Атанасов – бас китара (2005 – 2009)
- Михаил Русев – барабани (2001 – 2008)

## Дискография
- 1994 Rockfest '94 I (V.A. компилация)
- 2006 „Цялата любов“ (All the love)
- 2009 „July Morning“ (макси сингъл)
- 2011 „S.O.S.“